# 梅田治繁
梅田 治繁（うめだ はるしげ、? - 元文元年12月23日（1737年1月23日））は、江戸時代中期の薩摩藩の藩士、槍術家。本心鏡智流槍術を薩摩藩に伝えた。諱は治繁。通称は九左衛門。本姓は源氏。武蔵国江戸（現 東京都）の出身。幕臣（百人組与頭）であった本心鏡智流槍術開祖・梅田治忠（梅田杢之丞）の次男で、父より槍術を学んだ。
元禄年間に薩摩藩に仕官して200石を知行し、納戸役人や物頭を勤める。槍術のために特別に家格は代々小番となる。
元文元年（1737年）12月23日に死去する。菩提寺は曹洞宗松原山南林寺。法号は雪岑院梅友良日大居士。家督及び槍術師範職は子の梅田盛庸が継ぐ。

## 経歴
- 1696年（元禄9年）7月10日：薩摩藩の馬廻りとなる。
- 1719年（享保4年）10月：納戸役人就任。
- 1727年（享保12年）享保12年2月：江戸居付きであったが、妻子とともに鹿児島へ引っ越す。（『三部合本』の「鏡智流槍術由来」参照。『三州御治世要覧』の「年代記」にも記述あり）

## 系譜
- 父：梅田治忠
- 母：不詳
- 妻：不詳
  - 男子：梅田盛庸